# Geerteskerk
De Geerteskerk is een protestantse kerk van de Nederlandse Hervormde Kerk in Kloetinge in de provincie Zeeland.

## Geschiedenis
In 1250 werd begonnen met de bouw van het noorderbijkoor. Hiervoor stond er rond 1100 eerst een houten kapel, die later werd vervangen door een stenen. Deze werd uitgebouwd tot het huidige kerkgebouw. Het bijkoor en het hoofdkoor dateren van de 13e eeuw. Het laatstgenoemde is een voorbeeld van Vlaams gotische baksteenbouw uit die periode. Het schip van de kerk dateert van de 15e eeuw en was oorspronkelijk driebeukig. In 1500 werd deze vervangen door één beuk. De Geerteskerk was oorspronkelijk gewijd aan de heilige Gertrudis.
Rond 1525 kreeg de kerk haar huidige vorm. De kerktoren die in 1494 werd voltooid, stond aanvankelijk los van de kerk en werd in de 16e eeuw verbonden toen de kerk naar het westen verlengd werd. In de toren hangen drie luidklokken. De zwaarste klok geeft de tijdsaanduiding aan en de kleinste klok luidt om acht uur, om twaalf uur en om achttien uur. De middelste klok wordt gebruikt voor het aankondigen van de erediensten. De toren werd het laatst gerestaureerd in 1956.
Tussen 1970 en 1973 werd de kerk grondig gerestaureerd en in 2008 volgde nogmaals een restauratie.

## Interieur
Binnen in de kerk is het schip overspannen door een houten gewelf met gesneden beelden en koppen. In de stenen gewelven van het transept bevinden zich versierde sluitstenen. De gewelven van de sacristie rusten op kraagstenen die engelen voorstellen met de lijdenswerktuigen. De kansel stamt uit 1604 en het doophek en koperwerk uit midden 17e eeuw. In de kerk bevinden zich een herenbank uit 1624 en een herenbank uit omstreeks 1770.

## Orgel
Het hoofdorgel werd in 1787 gebouwd door Hendrik Hermanus Hess uit Gouda. De dispositie werd tussen 1846 en 1930 viermaal gewijzigd. In 1889 werd door de orgelbouwer Van den Bijlaardt uit Dordrecht een nieuwe balg en klavieren geïnstalleerd. Het orgel werd in 1975 door Flentrop Orgelbouw in zijn originele staat hersteld. Het kistorgel werd in 1975 gebouwd door Firma J. de Koff en in 2000 door de Geerteskerk gekocht en in de kerk geplaatst.

## Fotogalerij

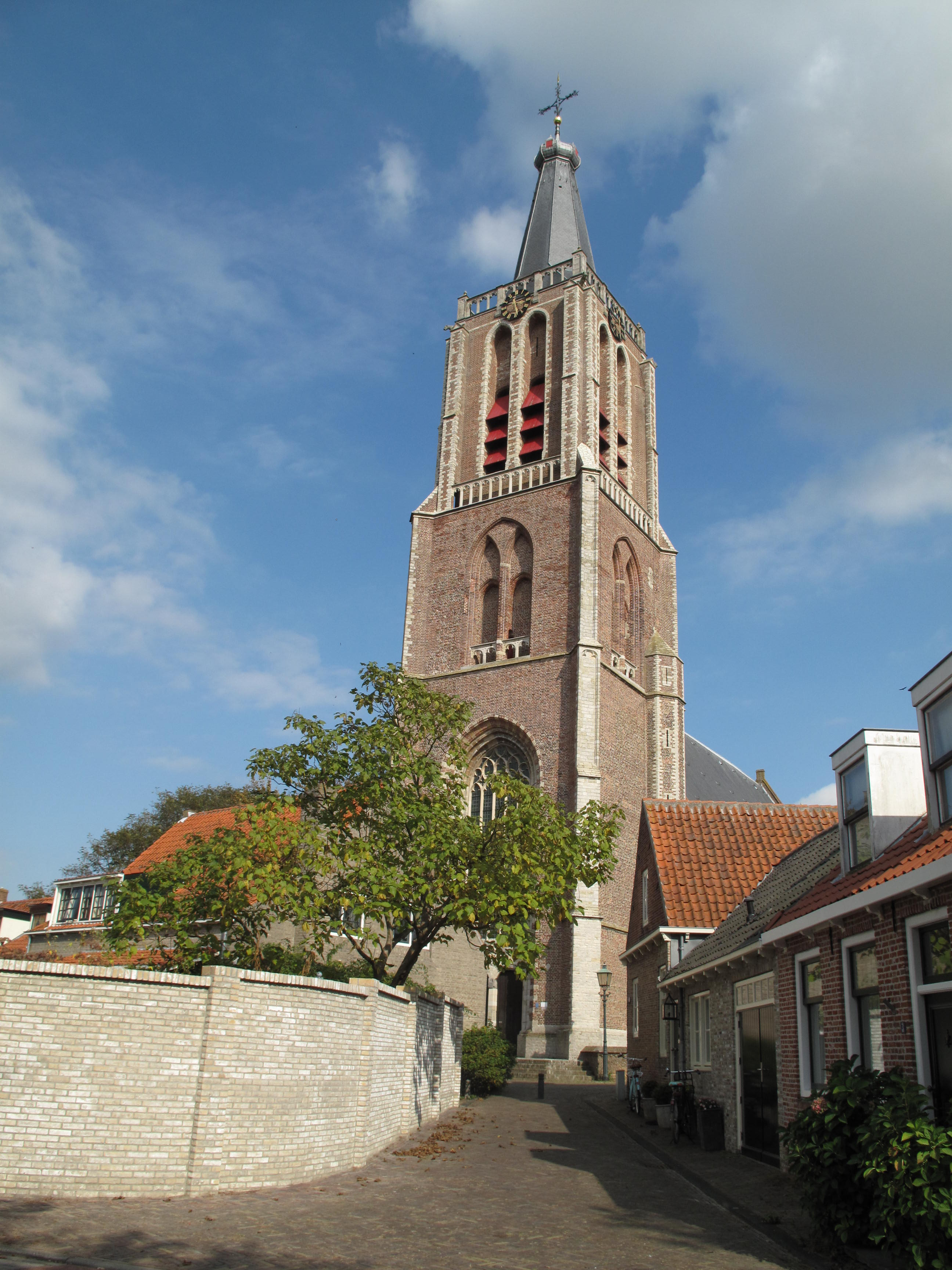
De kerktoren
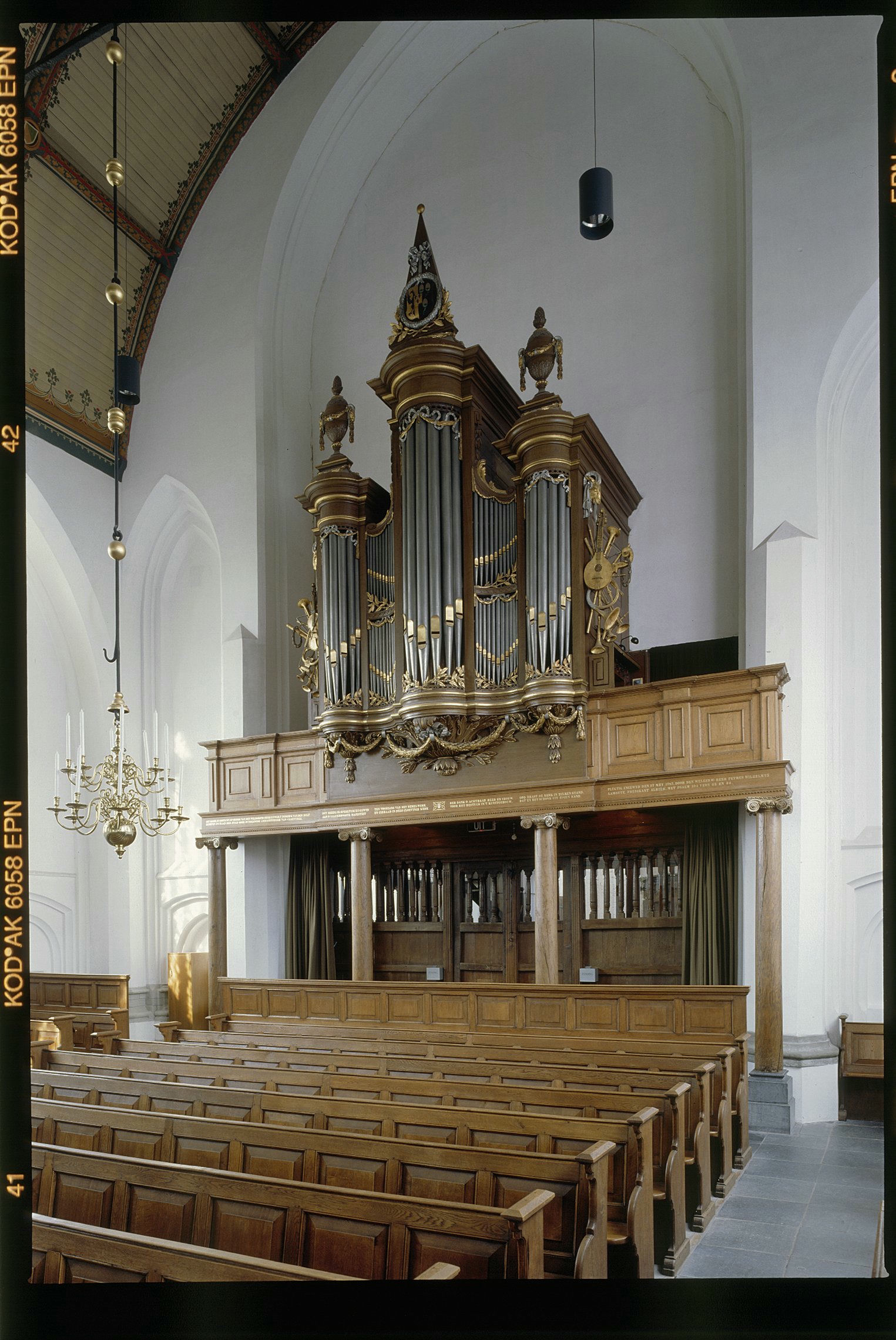
Pijporgel
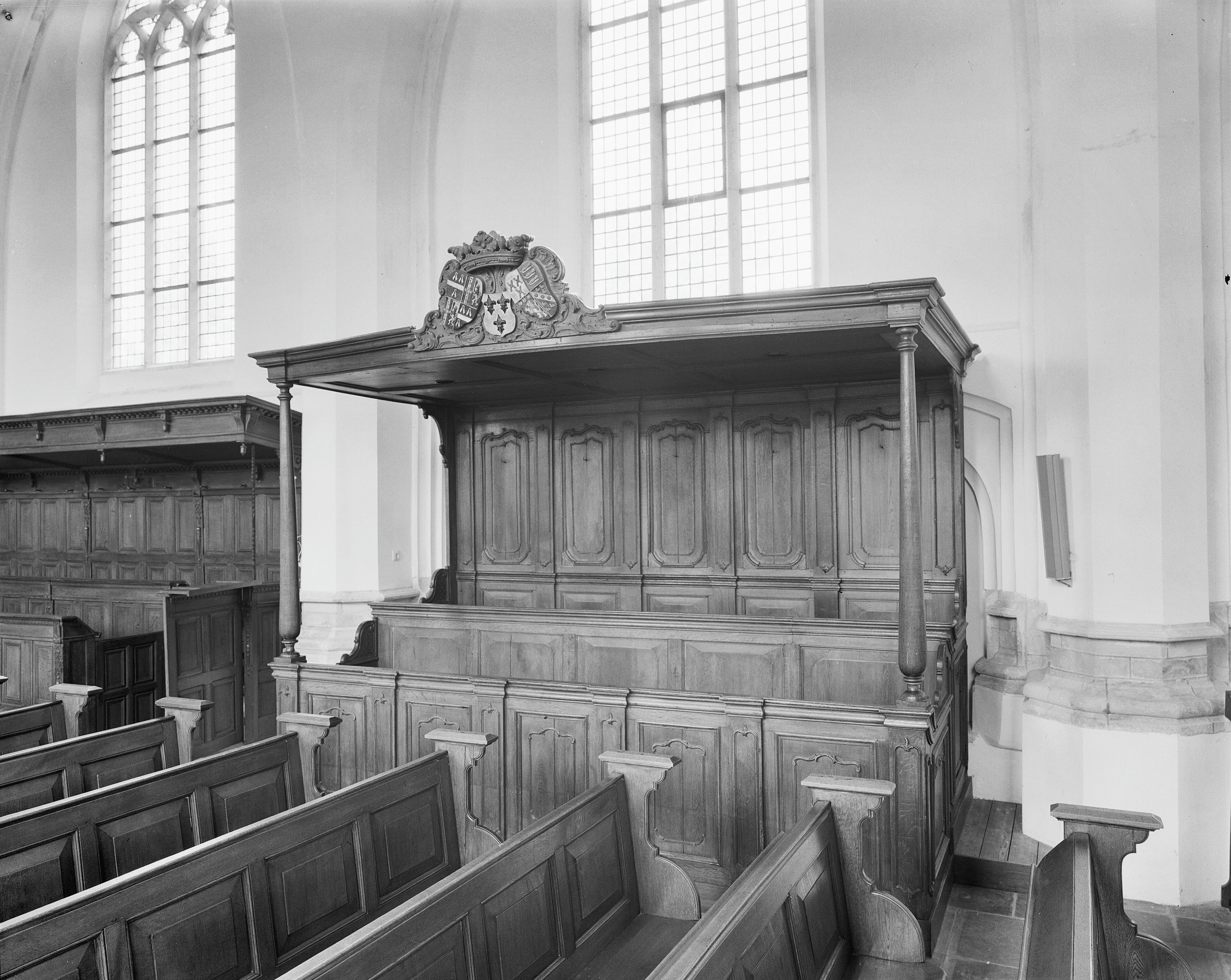
Herenbank
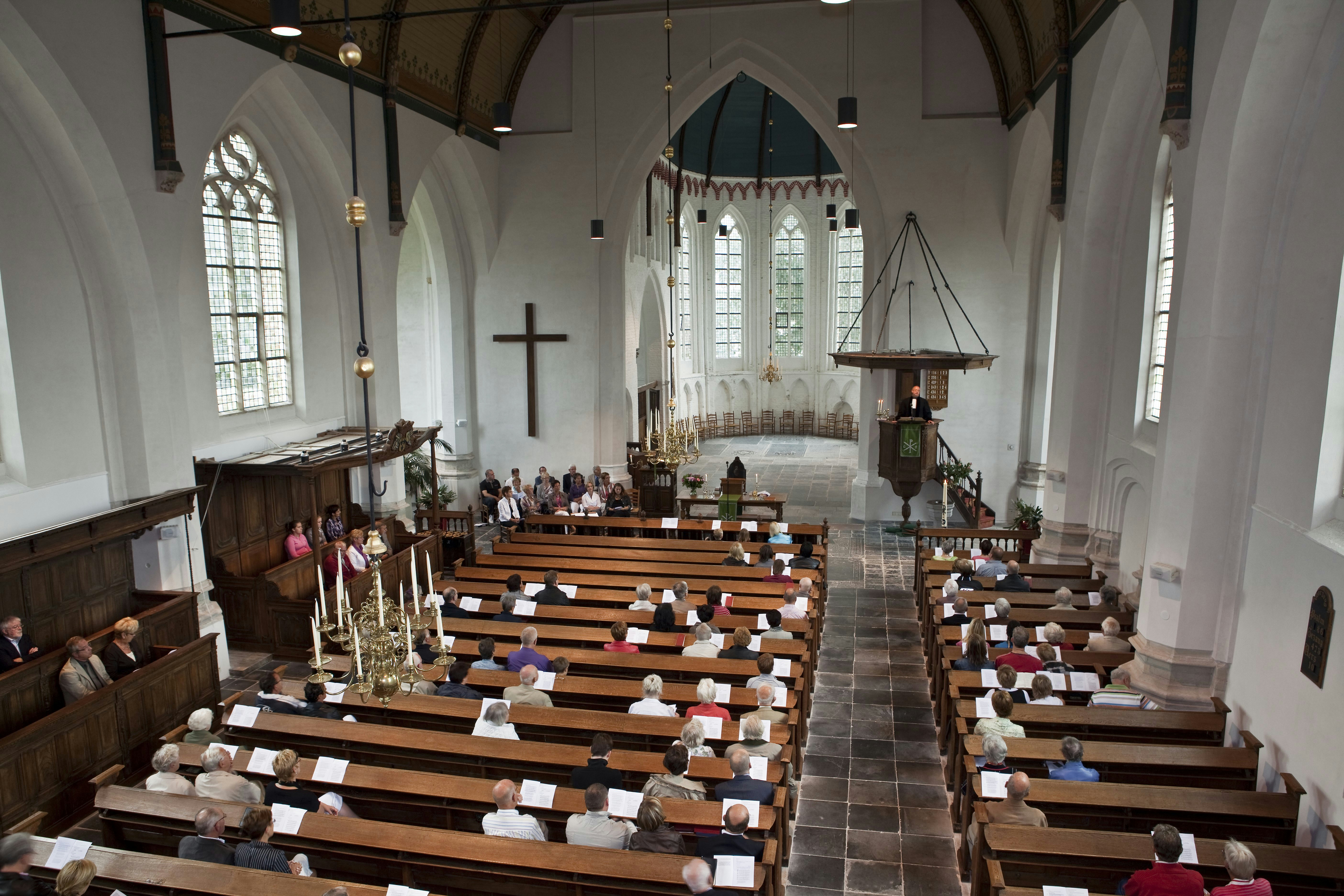
Zicht op interieur vanaf orgelbalkon (tijdens kerkdienst)